# Patissodes fulvinotata
Patissodes fulvinotata är en fjärilsart som beskrevs av George Francis Hampson 1919. Patissodes fulvinotata ingår i släktet Patissodes och familjen Crambidae. Inga underarter finns listade i Catalogue of Life.